# 안동 생담정사
안동 생담정사(安東 笙潭精舍)는 경상북도 안동시 일직면 구미리 367에 있는 조선시대의 건축물이다. 2009년 7월 6일 경상북도의 문화재자료 제550호로 지정되었다.

## 지정사유
의성김씨 입향조인 김근(金近, 1579~1656)의 유족을 추모하고 후진양성을 위해 초옥이었던 건물을 6대손인 김굉의 주도로 정조19년(1795년)완공하였으며 현재 강당만 남아 있다. 이 건물은 정면 3칸, 측면 2칸의 홑처마 팔작지붕의 건물로서, 중간설주의 유구와 청방간 창호의 구성수법이 독특하면서도 그 이전의 모습을 잘 이어오고 있으며, 대량과 창방 등에서 당시의 치목수법을 잘 표현하고 있다. 또한 건실한 부재의 사용으로 건물규모가 아담하면서도 당당한 모습을 보여주고, 포대공의 모습과 공포의 모습에서 정성을 들인 건물로 여겨진다.
본 건물은 보존할 만한 가치가 있다고 판단되므로 문화재자료로 지정한다.

## 참고 자료
- 안동 생담정사 - 국가유산청 국가유산포털